# گورستان اسلامی گاره سراسک
گورستان اسلامی گاره سراسک مربوط به دوران‌های تاریخی پس از اسلام است و در شهرستان املش، بخش رانکوه، روستای اسک واقع شده و این اثر در تاریخ ۲ آبان ۱۳۸۲ با شمارهٔ ثبت ۱۰۶۵۸ به‌عنوان یکی از آثار ملی ایران به ثبت رسیده است.